# زمین‌لرزه ۲۰۰۲ ترکیه
زمین‌لرزه ترکیه  در تاریخ ۳ فوریه ۲۰۰۲ میلادی، برابر با ‎۱۴ بهمن ۱۳۸۰، ساعت ۷:۱۱:۲۸ به زمان یوتی‌سی در ترکیه رخ داد. ژرفای این زلزله ۵ کیلومتر بود، و بزرگی آن ۶٫۵ در مقیاس Mw اعلام شده‌است. زمین‌لرزه به وقت محلی در روز یکشنبه، ساعت ۹ روی داده و منطقه زمانی آن یوتی‌سی +۲ بوده‌است (با لحاظ تغییر ساعت تابستانی).
سازمان زمین‌شناسی آمریکا نیز رومرکز این زمین‌لرزه را در مختصات ۳۸°۳۴′۲۳″شمالی ۳۱°۱۶′۱۶″شرقی / ۳۸٫۵۷۳°شمالی ۳۱٫۲۷۱°شرقی و ژرفای آنرا در ۵ کیلومتر گزارش کرده‌است. بزرگی برگزیدهٔ این سازمان از میان بزرگیهای محاسبه‌شدهٔ مختلف ۶٫۵ در مقیاس Mw بوده و از دید اثر، در میان چهار دسته‌بندی «نامحسوس»، «محسوس»، «زیان‌آور» یا «با تلفات»، زلزله را «با تلفات» اعلام کرده‌است.
پروژهٔ «تنسور گشتاور مرکزوار» زاویه‌های (راستا، شیب، ریک) گسل سازندهٔ زمین‌لرزه و صفحه عمود بر آنرا (°۲۶۹، °۳۷، °۷۱-) یا (°۶۶، °۵۵، °۱۰۴-) و نوع گسل را «عادی» فرارسانده‌است.
شمار کشتگان زلزله حدود ۴۴ نفر بوده‌است.تعداد زخمیان ۳۱۸ نفر برآورده شده‌است.بی‌خانمان شدگان نیز ۳۰۰۰۰ نفر اعلام شده‌است.